# Li Fanghua
Li Fanghua (xinès: 李方华)  (Hong Kong britànic, 6 de gener de 1932 - Pequín, 24 de gener de 2020) fou una física xinesa nascuda a Hong Kong. Va ser membre de l'Acadèmia Xinesa de Ciències, de l'Acadèmia Mundial de Ciències i de la Unió Internacional de Cristal·lografia. També va ser la directora de la Societat Xinesa de Física i la Unió Xinesa de Cristal·lografia, i editora de les revistes Journal of Chinese Electron Microscopy Society, J. Electron Microscopy, Chinese Physics Letter i Chinese Journal of Physics .
Li va guanyar els Premis L'Oréal-UNESCO per a les dones en ciència el 2003. Dominava anglès, francès, alemany, japonès i rus.

## Biografia
Li va néixer a Hong Kong britànic el 6 de gener de 1932, a la seva casa ancestral al comtat de Deqing, Guangdong. Tenia quatre germans i una germana. El seu pare, Li Jiong (李炯), va ser un general de divisió de l'Exèrcit Nacional Revolucionari. La seva mare, Liu Jiqing (刘季卿) era natural de Pequín. Li va passar la seva infància a Hong Kong, Pequín i Guangzhou.
Li va estudiar a l'escola de nenes de Fu Jen (辅仁女子中学) i a l'escola privada intermèdia Peidao (培道私立中学), va ser acceptada a la Universitat Privada Lingnan. Va ser estudiant de postgrau en física a la Universitat de Wuhan. També es va graduar a la Universitat de Leningrad el 1956, on es va especialitzar en física. Després de graduar-se, va sol·licitar una pràctica a l'Institut de Física de l'Acadèmia Xinesa de Ciències.
Durant la Revolució Cultural, va ser enviada a les escoles de quadres del setè de maig per realitzar treballs manuals. Va tornar a l'Acadèmia Xinesa de Ciències el 1973. Del 1982 al 1983, va ser estudiant visitant a la Universitat d'Osaka.
Va ser elegida membre de l'Acadèmia Xinesa de Ciències el 1993 i membre de l'Acadèmia Mundial de Ciències el 1998. El febrer de 2003, va rebre els Premis L’Oréal-UNESCO per a les dones en la ciència.
Li va morir el 24 de gener de 2020 a Pequín.

## Vida personal
Li estava casat amb el Fan Haifu,que també era físic com ella.